# Jan Szymański
Jan Marek Szymański (2 maart 1989) is een voormalig Pools langebaanschaatser. Hij is een allrounder met de 1500 en 5000 meter als beste afstanden, maar zoals veel Poolse schaatsers van zijn generatie ligt zijn belangrijkste focus op de ploegenachtervolging, waar hij op de wereldkampioenschappen schaatsen afstanden 2013 ook een bronzen medaille won.
Szymański studeert naast zijn schaatsloopbaan en mag dus ook meedoen aan studentkampioenschappen. Hij won drie gouden medailles (1000, 1500 en 5000 meter) op de Wereld Universiteitskampioenschappen schaatsen 2012 en twee keer goud (1500 en 5000) en een keer zilver (1000) bij het schaatsen op de Winteruniversiade 2013. Op 14 december 2014 won hij tijdens de wereldbekerwedstrijd in Thialf de 1500 meter, nadat hij datzelfde een week eerder ook al in Berlijn had gedaan.

## Persoonlijk records
| Afstand      | Tijd     | Datum            | Baan           |
| ------------ | -------- | ---------------- | -------------- |
| 500 meter    | 35,97    | 7 maart 2017     | Calgary        |
| 1000 meter   | 1.09,11  | 25 november 2017 | Calgary        |
| 1500 meter   | 1.44,46  | 20 november 2015 | Salt Lake City |
| 3000 meter   | 3.39,79  | 7 november 2015  | Calgary        |
| 5000 meter   | 6.16,84  | 1 december 2017  | Calgary        |
| 10.000 meter | 13.27,49 | 2 december 2012  | Astana         |

## Resultaten
| Jaar | EK Allround         | WK Allround          | WK Afstanden                          | Olympische Spelen                     | Wereldbeker                                          |
| ---- | ------------------- | -------------------- | ------------------------------------- | ------------------------------------- | ---------------------------------------------------- |
| 2010 |                     |                      |                                       |                                       | 42e 5k/10k 9e achtervolging                          |
| 2011 |                     | NC20 (19, 19, 20, -) | 11e 5000m 8e achtervolging            |                                       | 23e 1500m 14e 5k/10k 6e achtervolging                |
| 2012 | 11e (7, 13, 10, 11) | NC13 (6, 15, 12, -)  | 14e 5000m 8e achtervolging            |                                       | 29e 1500m 35e 5k/10k 9e massastart 6e achtervolging  |
| 2013 | NC11 (6, 10, 6, -)  | NC12 (4, 14, 10, -)  | 16e 1500m · 15e 5000m · achtervolging |                                       | 14e 1500m 24e 5k/10k 27e massastart 5e achtervolging |
| 2014 | 8e (8, 6, 5, 8)     | NC9 (8, 11, 8, -)    |                                       | 15e 1500m · 13e 5000m · achtervolging | 19e 1500m 25e 5k/10k 4e achtervolging                |
| 2015 | NC9 · (, 11, 7, NS) | NC22 (7, 22, 16, -)  | 8e 1500m 6e achtervolging             |                                       | 45e 1000m 5e 1500m 12e 5k/10k 44e massastart         |
| 2016 | 7e · (16, 7, , 7)   | NC12 (10, 17, 4, -)  | 14e 5000m 8e achtervolging            |                                       | 47e 1000m 9e 1500m 34e 5k/10k 39e massastart         |
| 2017 | NC15 (7, 20, 10, -) | NC12 (7, 16, 10, -)  | 8e 1500m 7e achtervolging             |                                       | 18e 1500m 38e 5k/10k                                 |
| 2018 |                     | NC15 (4, 20, 20, -)  |                                       | 16e 1500m                             | 22e 1500m 46e 5k/10k                                 |

NC# = niet gekwalificeerd voor de laatste afstand, maar wel als # geklasseerd in de eindrangschikking
(#, #, #, #) = afstandspositie op allroundtoernooi (500m, 5000m, 1500m, 10000m).
- Virtual International Authority File: 316391829